# Stör-Wasserstraße
Die Stör-Wasserstraße (StW) ist eine 44,7 Kilometer lange Schifffahrtsstraße im Westen Mecklenburg-Vorpommerns. Sie ist als Bundeswasserstraße der Wasserstraßenklasse I ausgewiesen und umfasst den Störkanal, die Stör sowie den Schweriner See mit Heidensee und Ziegelsee inklusive deren schiffbaren Verbindungsstrecken. Die Stör bildete einst den einzigen oberirdischen Abfluss des Schweriner Sees. Mit dem Bau des Wallensteingrabens (früher Viechelnsche Fahrt) am Nordufer des Sees kam ein künstlicher Abfluss hinzu. Stör und Störkanal führen ihr Wasser in die Müritz-Elde-Wasserstraße ab.

## Wasserstraße

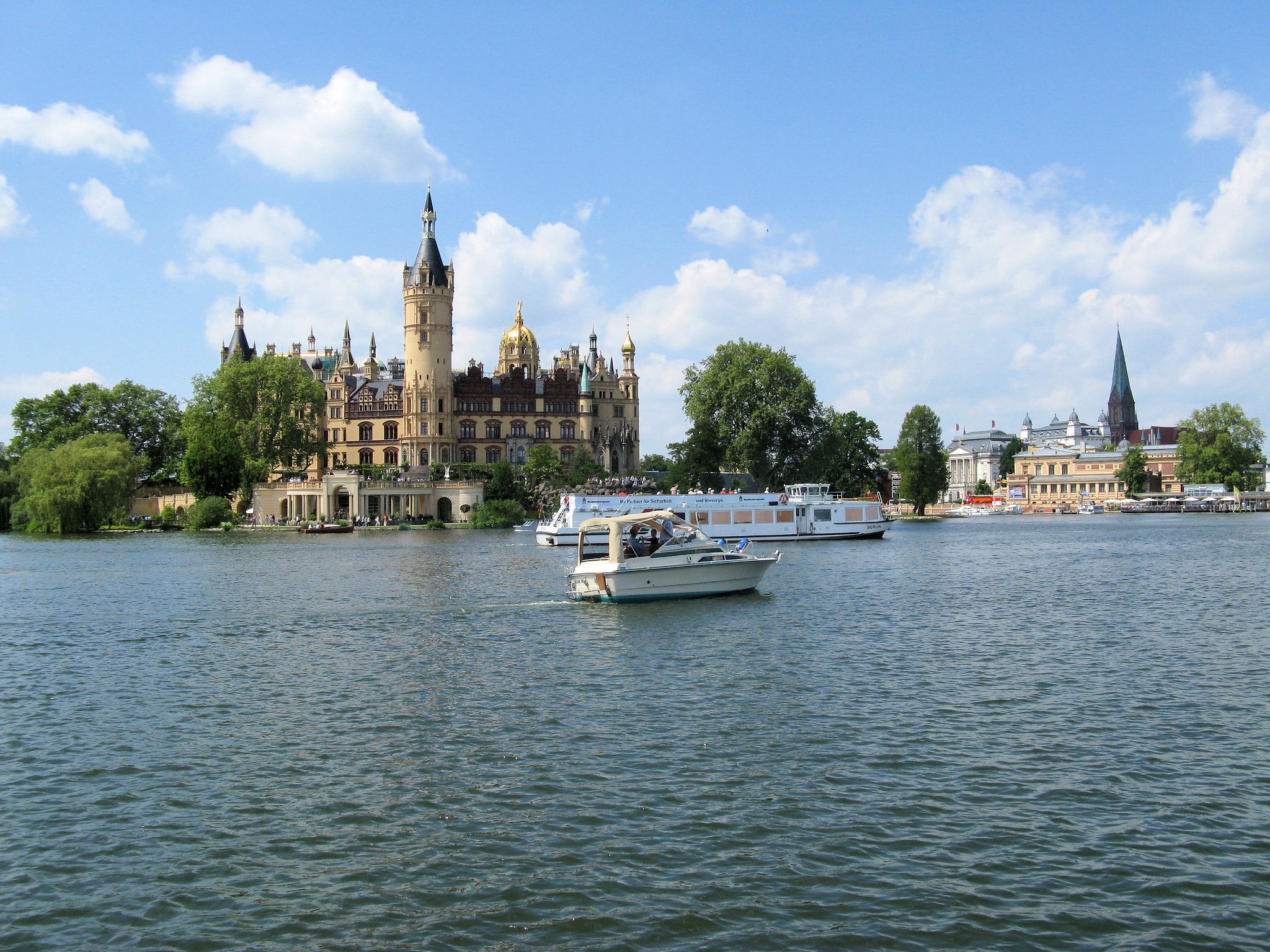
Schweriner See als Teil der Stör-Wasserstraße

Rechtlich gehört die Stör-Wasserstraße zur Müritz-Elde-Wasserstraße (MEW). Die Zuständigkeit liegt beim Wasserstraßen- und Schifffahrtsamt Elbe.
Die Kilometrierung beginnt mit Kilometer 0,00 an der Einmündung in die MEW bei km 56,00 und verläuft zu Berg. Den ersten Abschnitt (km 0,00 bis 11,00) stellt der Störkanal dar. Die Stör (km 11,00 bis 20,00) beginnt am oberen Schleusenvorhafen in Banzkow und endet am Schweriner See (unterteilt in: Innensee, Paulsdammkanal, Außensee), durch den die Wasserstraße bis zu seinem Nordende bei Hohen Viecheln verläuft (km 20,00 bis 44,70).
Weiterhin gehören zur Stör-Wasserstraße: der 6,9 km lange Ziegelsee (ZgS) mit Stangengraben, Heidensee, Werderkanal und Wickendorfer Kanal/Langer Graben.
Die einzige Fallstufe mit Wehr und Schiffsschleuse der Stör-Wasserstraße befindet sich in Banzkow. Durch sie wird der Wasserstand des Schweriner Sees geregelt. Je nach Wasserspiegelhöhe des Sees überwinden Wasserfahrzeuge eine Fallhöhe von etwa 0,7 bis 1,2 Meter.
Die langjährige mittlere Abflussmenge des Schweriner Sees über die Stör beträgt 1,35 m³/s. Als Mindestabflussmenge sind 0,5 m³/s festgelegt.

## Verlauf von Stör und Störkanal

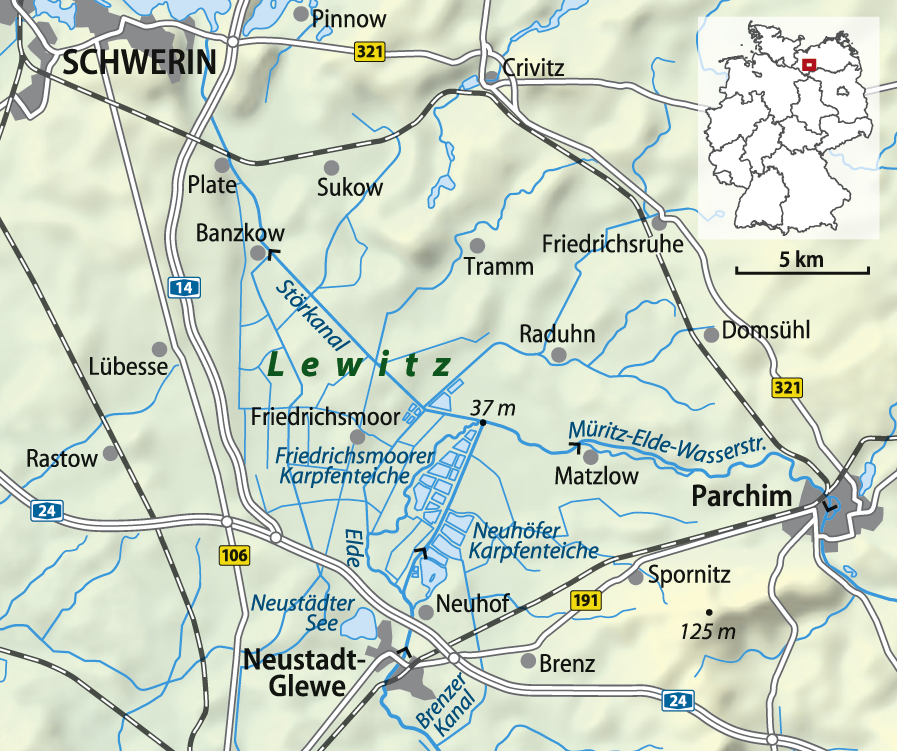
Karte der Lewitz mit Stör und Störkanal

### Stör

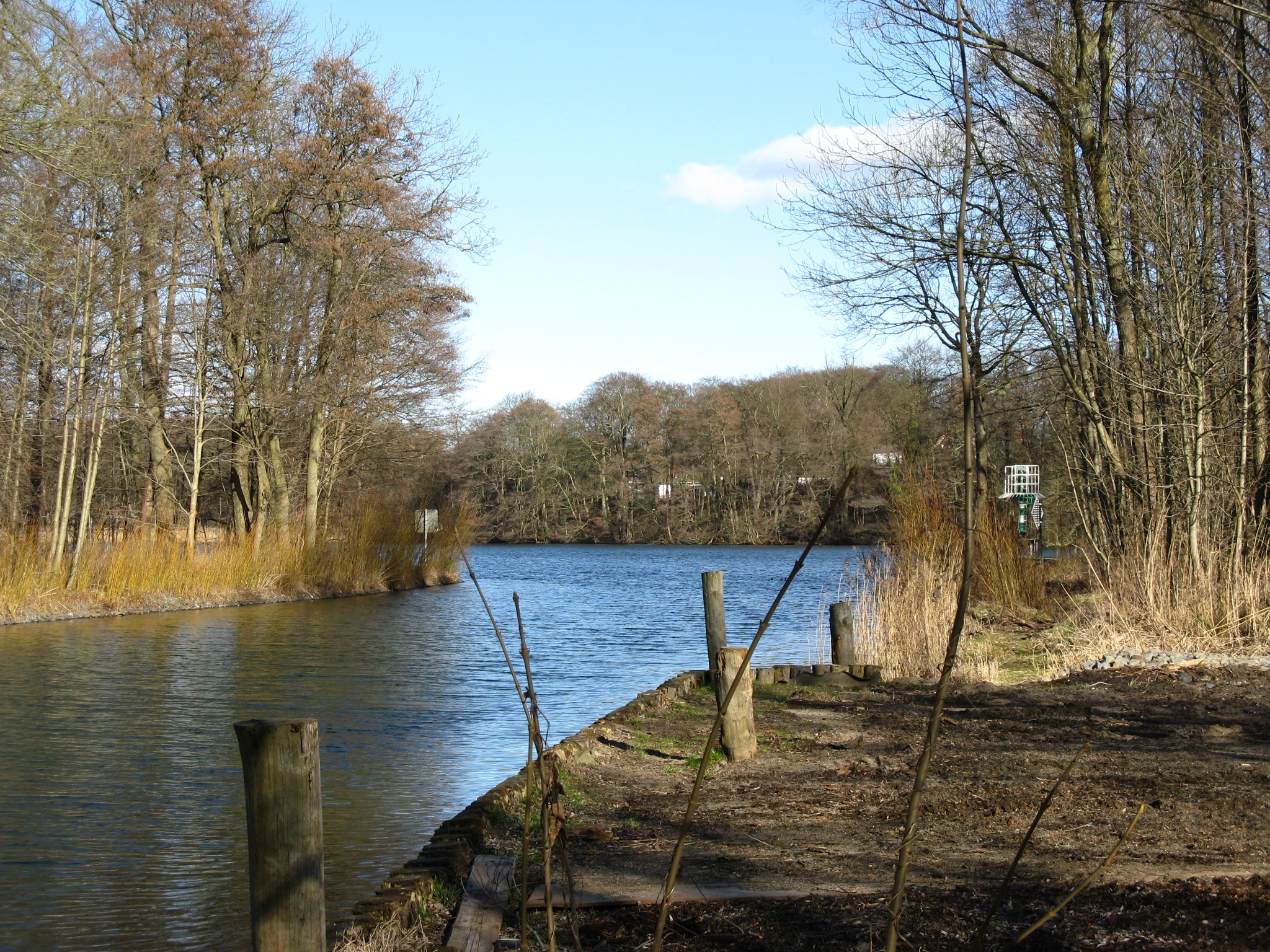
Austritt der Stör aus dem Schweriner See bei Raben Steinfeld

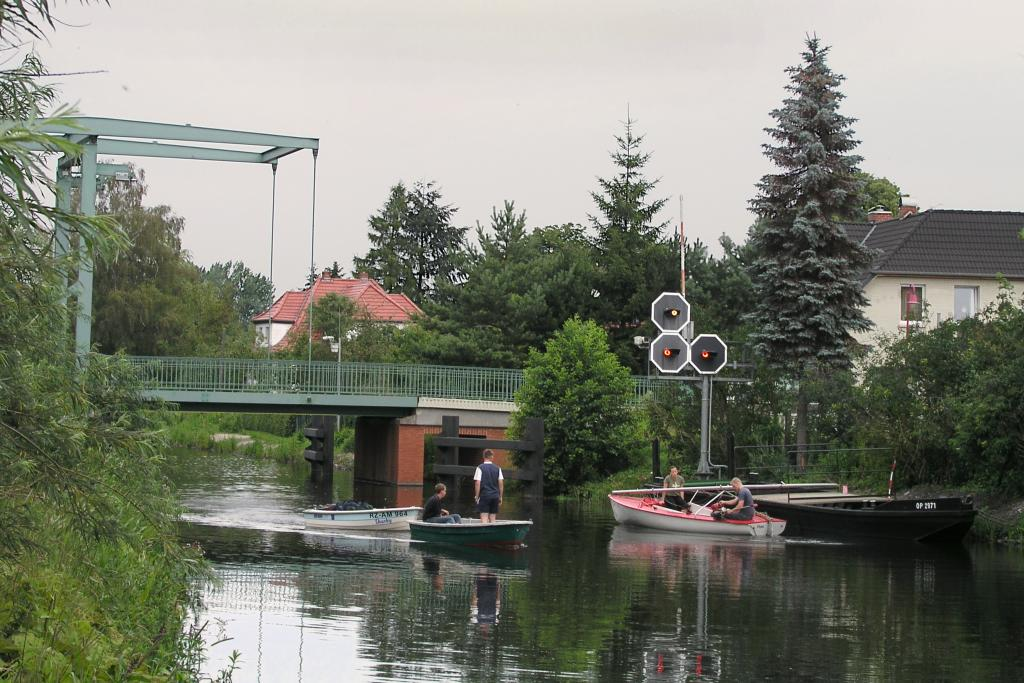
Klappbrücke über die Stör in Plate

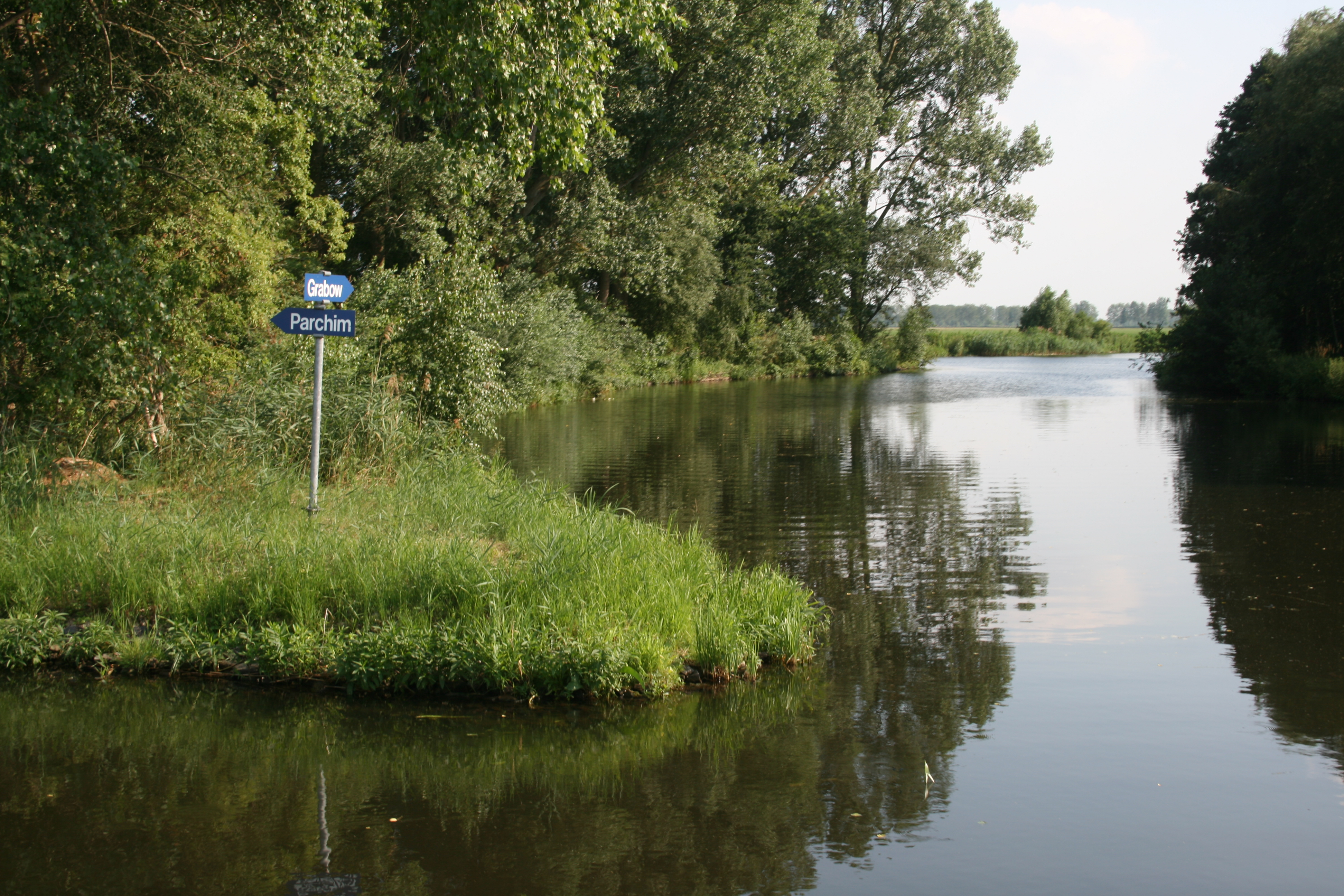
Einmündung des Störkanals in die Müritz-Elde-Wasserstraße am Eldedreieck

Vom Schweriner See kommend, floss die Stör ursprünglich sehr kurvenreich durch das flache und breite Flusstal, vorbei an der Gemeinde Plate und weiter bis Banzkow. Das Flussbett bis zur Banzkower Staustufe entspricht heute dem ursprünglichen, jedoch begradigten Verlauf des Flusses Stör. Die Reste des alten Störbettes ab Banzkow flussabwärts, das in einem Bogen in Richtung Goldenstädt verlief, trockneten aus, verwuchsen, führten nur bei starken Niederschlägen Wasser und verschwanden während der Meliorationsarbeiten in der Lewitz in DDR-Zeiten.

### Störkanal
Der Störkanal beginnt mit der Banzkower Kanalstufe. Im Oberwasser der Stufe zweigt der Mühlengraben ab, der den Wehrarm Banzkow mit Wehr bildet. Von diesem wiederum wird, auf den ersten Metern verrohrt, Wasser in den hier beginnenden Neuen Kanal geleitet.
Von der seit 1950 einzigen Schiffsschleuse der Wasserstraße verläuft der Störkanal in gerader Linie durch die Lewitz, ein Landschaftsschutzgebiet, speist in Höhe Friedrichsmoor rechtsseitig die Krutopp-Settiner Teiche und linksseitig die Klinker Teiche im Naturschutzgebiet Fischteiche in der Lewitz und mündet nördlich von Neustadt-Glewe am Eldedreieck in die Müritz-Elde-Wasserstraße ein.
Der schnurgerade Verlauf ab Banzkow entstand 1708–11 neu durch den Ausbau und die Verlängerung des Flößgrabens bis zur Elde. Düker führen das Wasser kreuzender Entwässerungsgräben unter den Kanal hindurch.

## Geschichte
Schon im 16. Jahrhundert wurde die Stör als Transportweg für Holz aus der Lewitz genutzt, so dass man schon zu der Zeit mit dem Ausbau des Gewässers begann. So wurde 1566 die Hauptschleuse in Banzkow fertiggestellt, in Plate existierte eine Stauschleuse. Die Herzöge Johann Albrecht I. und sein Bruder Ulrich beauftragten Tilemann Stella mit der Herstellung einer schiffbaren Verbindung zwischen der Ostsee und der Elbe durch den Schweriner See. Die Anlage des Eldekanals (heute: Elde-Seitenkanal) zwischen Dömitz und Eldena wurde 1572 fertiggestellt, woraufhin mit dem Abschnitt zwischen Eldena und Schweriner See begonnen wurde, welcher bis 1576 fertiggestellt wurde. Bereits am 19. Mai 1573 fuhren Stella und herzogliche Kommissarien von Schwerin bis Dömitz. Die neue Wasserstraße namens Störkanal entstand um 1709 mit der Schaffung eines neuen Gewässerbetts durch Verlängerung des ehemaligen Flößgrabens von Banzkow in Richtung Elde bis zum Klinker Bach. Seit Mitte des 18. Jahrhunderts wird aus dem Störkanal Wasser für den Ludwigsluster Kanal abgeleitet, der dem Betrieb von Wasserspielen im Ludwigsluster Schlosspark dient.
Da sich die Stadt Schwerin in einer verkehrstechnisch ungünstigen Lage befand, wurde neben der Schiffbarmachung der verfallenen Nordverbindung des Schweriner Sees zur Ostsee, dem Wallensteingraben, auch ein weiterer Ausbau der Stör, die wegen geringer Wassertiefen im 18. Jahrhundert nur bedingt schiffbar war, geplant. Initiativen scheiterten jedoch stets an den Kosten, bis 1831 eine Aktiengesellschaft das Projekt für den südlichen Wasserweg in Angriff nahm und finanzierte. Aufgrund wirtschaftlicher Interessen zeichnete selbst die ständig in Finanznot befindliche Stadt Schwerin Aktien im Wert von 3000 Reichstalern. Da die Finanzmittel der Gesellschaft nicht ausreichten, wurde die Stör ab dem Schweriner See bis Banzkow zwar begradigt und verbreitert, jedoch nur mit einer unzureichenden Tiefe ausgebaut, was einer Belebung der Binnenschifffahrt zunächst nicht im Wege stand. In den 1830er Jahren wurde der Störkanal zur Verbesserung der Schiffbarkeit zudem mit Dämmen ausgebaut, so dass der Wasserspiegel höher liegt als das umgebende Gelände, und direkt an den Friedrich-Franz-Kanal, einem östlich der Elde am Eldedreieck südlich abknickendem Teil der Müritz-Elde-Wasserstraße, angeschlossen.
Mit der Eröffnung der ersten Eisenbahnlinien um 1850 verlagerte sich der Transport zunehmend auf die Schiene und die Einnahmen der Aktiengesellschaft aus Schleusengeldern gingen zurück, so dass diese nicht mehr für den Unterhalt der Flussbauwerke ausreichten. Die insolvente Gesellschaft löste sich 1858 auf und die Verwaltung der Wasserstraße ging an die großherzogliche Flussbaukommission, die jedoch nur im Stande war, die nötigsten Erhaltungsmaßnahmen durchzuführen. Auf Drängen von Gutsbesitzern, die vor allem an einem günstigen Binnentransport ihres Getreides interessiert waren, wurde 1890 vom Landtag ein erneuter Ausbau der südlichen Wasserstraßen beschlossen und mit 50.000 Mark gefördert. Der Störkanal war seit 1897 mit Schiffen bis zu einem Tiefgang von 1,05 Metern und einer maximalen Traglast von 125 Tonnen befahrbar. Ebenfalls unter dem Einfluss der Gutsbesitzer scheiterte jedoch der Ausbau des Wallensteingrabens, da Konkurrenz durch ausländische Holz- und Getreideimporte befürchtet wurden. Auf Beschluss des Landtages wurde die Elde-Stör-Verbindung Anfang des 20. Jahrhunderts erneut vertieft, so dass die maximale Traglast auf 200 Tonnen angehoben werden konnte. Nicht umgesetzt wurden die Forderungen einer Schweriner Getreidehandelsfirma in den 1920er Jahren nach einem Ausbau für Schiffe mit bis zu 400 Tonnen Traglast, wodurch das kostenintensive Umladen der Ware in Dömitz hätte eingespart werden können.
Noch bis etwa 1950 wurde an der so genannten Mittelschleuse, die sich zwischen Banzkow und der Einmündung befand und einst der Wasserstandsregulierung diente, Wasser aus dem Störkanal in den Breiten Graben geleitet. Von Banzkow kommend bis hierher floss Wasser aus dem Schweriner See nach, auf der Gegenseite kam das Wasser aus Richtung Elde, die zu der Zeit einen gegenüber dem Störkanal 70 Zentimeter höheren Wasserstand aufwies. Etwa 100 Meter vor der heutigen Einmündung des Störkanals befand sich eine Kammerschleuse. Mit Angleichung des Wasserstandes von Stör und Elde in den Jahren 1948 bis 1951 wurde die baufällige Schleuse abgerissen und der Störkanal führte fortan den größten Teil seines Wassers in die Müritz-Elde-Wasserstraße ab.
Die wirtschaftliche Bedeutung der Wasserstraße ging nach 1990 zurück. Sie wird vorwiegend von Sportbooten und Ausflugsschiffen befahren. 2009 wurden in Banzkow 5383 Wasserfahrzeuge geschleust.